# 行姓
行姓又稱行姓，一個中國姓氏，人數較少。

## 來源
周有大行人之官，吾祖居之，任官之以官为氏，此之谓行氏之始也。

## 外部連結
[在维基数据编辑]
 《欽定古今圖書集成·明倫彙編·氏族典·行姓部》，出自陈梦雷《古今圖書集成》

1. ↑  .   [2018-02-11]. （原始内容存档于2021-05-10）.